# داليبور ريكاردي
داليبور ريكاردي (من مواليد 4 سبتمبر 1983)  هو سياسي سان مارينيزي ‏ ولاعب كرة قدم سابق يشغل منصب أحد حاكمي سان مارينو منذ أكتوبر 2024. يشغل هذا المنصب بالاشتراك مع فرانشيسكا تشيفركيا حتى أبريل 2025
وُلد ريكاردي في 4 سبتمبر 1983 في بورغو ماجوري، سان مارينو.  التحق بجامعة أوربينو في إيطاليا، وحصل على درجة في العلوم القانونية. يعمل في القطاع الخاص كاتبًا إداريًا. وهو شغوف بالرياضة ويشارك في كرة القدم والبادل. تنافس ريكاردي لعدة سنوات في الدوري الممتاز لسان مارينو، وبدأ مسيرته مع إس إس كوزموس ‏ في عام 2008.
بعد إعادة انتخابه في عام 2019، ساعد ريكاردي في تشكيل حزب ليبرا سان مارينو (ليبيرا) في عام 2020، والذي أصبح رئيسًا له. وفي في المجلس الكبير والعام، أصبح عضوًا في لجان الشؤون الخارجية والسياسات الإقليمية والمجلس الثاني عشر. شكل حزبه تحالفًا مع الحزب الاشتراكي (PS) للانتخابات العامة لعام 2024، وفي وقت لاحق من ذلك العام، انتخب كأحد الحاكمين (مع فرانشيسكا سيفريتشيا) لفترة مدتها ستة أشهر تبدأ في أكتوبر 2024.